# Diya

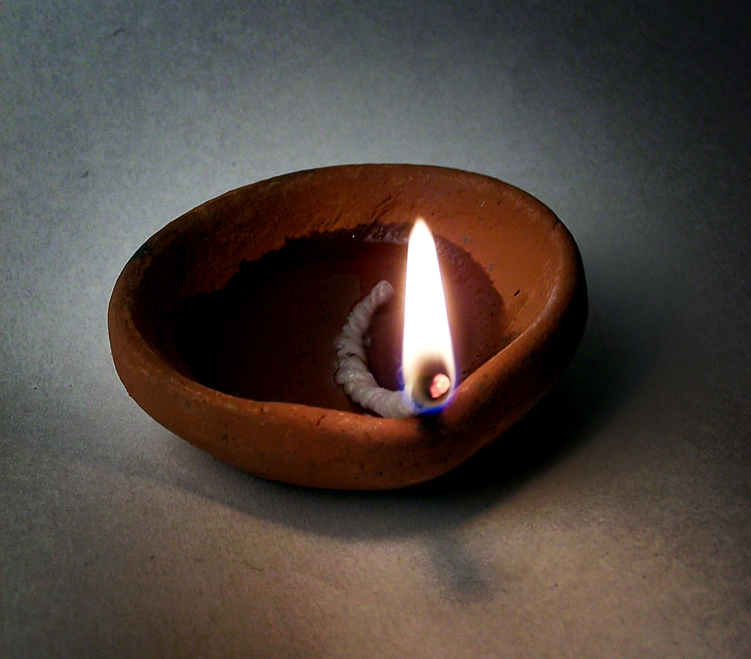
Una diya usata per cerebrale la festività di Diwali

Una Diya, divaa, deepam, o deepak è una lampada ad olio composta di norma da argilla, con uno stoppino di cotone immerso in ghi od olio vegetale.
La diya d'argilla è spesso usata come illuminazione per occasioni speciali, mentre la variante composta d'ottone viene utilizzata nelle case e nei templi. Le diya sono caratteristiche dell'India, e sono spesso usate nelle festività Hindu, Sikh, giainiste e zoroastriane come la celebrazione del Diwali o la cerimonia del Kushti. 
Una lampada simile chiamata lampada a burro è utilizzata nelle offerte del buddhismo tibetano.